# Jason-3
Jason-3 je mezinárodní družice, která slouží k pozorování Země. Jejím konkrétním úkolem je měření výšky povrchu oceánů. Tato měření začala v roce 1992 mise TOPEX/Poseidon, následována družicemi Jason-1 z roku 2001 a Jason-2, která vzlétla v roce 2008.
Jason-3 je výsledkem spolupráce mezi čtyřmi kosmickými agenturami. Na stavbě a provozu sondy se podílí Národní úřad pro oceán a atmosféru, americká národní agentura NASA, francouzská národní agentura Národní centrum kosmického výzkumu a organizace EUMETSAT. Sonda odstartovala do vesmíru na raketě Falcon 9 společnosti SpaceX v lednu 2016.

## Vědecké cíle
Nejdůležitější vědecké cíle mise jsou:
- Provést nejméně tři roky dlouhé měření povrchové topografie globálního oceánu.
- Rozšířit časové řady měření topografie oceánu a dokončit dvě desetiletí pozorování.
- Určení variability oceánského proudění na časových škálách desítek let a kombinace záznamů s pozorováními z předchozích družic.
- Zlepšit modely přílivu na otevřeném oceánu
- Zlepšit měření změny globální mořské hladiny
- Zlepšit měření průměrného oceánského proudění

## Družice
Družice Jason-3 byla postavena společností Thales Alenia Space na základě smlouvy s Národním centrem kosmického výzkumu. Družice má dvojici solárních panelů dodávajících výkon 580 wattů. K orbitálnímu manévrování slouží celkem čtyři trysky používající jako palivo hydrazin. K řízení letové polohy jsou použita reakční kola s magnetickým točivým momentem používaná pravidelně k zastavení rotace kol. Při startu družice vážila 553 kilogramů, bez paliva 525 kilogramů.

## Přístroje
Jason-3 má na palubě pět hlavních vědeckých přístrojů. Nejdůležitějším je výškoměr Poseidon-3B, odvozený z výškoměru na předchozí družici Jason-2. Dále jsou na sondě pokročilý mikrovlnný radiometr (AMR-2), soustava laserových zpětných odražečů (LRA), systém přesného určení polohy (GPSP) nebo systém určení pozice na základě Dopplerova jevu (DORIS). Dále nese sonda další dva přístroje k provádění společného radiačního experimentu, jsou to přístroje k charakterizování a modelování životního prostředí (CARMEN-3), který měří tok nabitých částic, a teleskop měřící záření nabitých částic (LPT).

## Start
Plány na start sondy u Space X se objevily již v roce 2013. Start byl původně plánován na červenec 2015. Nicméně byla zjištěna kontaminace jedné z trysek družice, která musela být vyměněna. Další zpoždění vzniklo po havárii rakety Falcon 9 na konci června 2015. Poté, co se raketa Falcon 9 vrátila do služby v prosinci 2015, bylo oznámeno, že Jason-3 poletí do vesmíru v lednu 2016 na raketě verze 1.1. Sedm sekund dlouhá statická požární zkouška rakety byla dokončena v první polovině ledna 2016, následně byl vydán souhlas ke startu a 17. ledna raketa s družicí Jason-3 úspěšně odstartovala z Vandenbergovy letecké základny. Po 56 minut dlouhém letu byla družice navedena na cílovou oběžnou dráhu o výšce 1336 kilometrů.

## Pokus o přistání prvního stupně
V lednu 2016 bylo potvrzeno, že se Space X pokusí s prvním stupněm rakety Falcon vynášejícím Jason-3 přistát na plošině nacházející se asi 320 km od amerických břehů v Tichém oceánu. Tento pokus následoval po prvním úspěšném přistání na pevnině v prosinci 2015. Přibližně devět minut po startu došlo k oddělení prvního stupně. Stupeň se hladce dotkl přistávací plošiny, ale došlo k tomu, že se zablokoval jeden ze zámků na jedné ze čtyř přistávacích nohou. To vedlo k převrácení stupně a explozi. Zbytky stupně se dostaly na břeh 18. ledna 2016.